# Ђорђе Лебовић
Ђорђе Лебовић (Сомбор, 27. јун 1928 — Београд, 22. септембар 2004) био је српски писац, драматург и сценариста.

## Биографија
Рођен је у Сомбору 1928. године. Као петнаестогодишњак, због свог јеврејског порекла, бива интерниран у злогласне немачке концентрационе логоре Аушвиц, Маутхаузен и Саксенхаузен. Горка искуства стечена у рату оставиће касније дубок траг у његовом делу. Након рата, 1947. године започиње студије на Техничком факултету у Београду, одакле 1948. прелази на Одсек за филозофију Филозофског факултета где дипломира 1951. године. Већ током студија ради као новинар на Радио Београду и у хумористичком листу „Јеж“, а након студија постављен је на функцију кустоса у Музеју позоришне уметности у Београду коју обавља током 1954—1955. године, остављајући притом најобимнији рукопис, писан руком, „Прва инвентарска књига Музеја позоришне уметности у Београду“. Од 1955. управник је Летње позорнице, а од 1960. управник београдског Изложбеног павиљона. Био је управник драме у Београдском драмском позоришту од 1979. до 1981. године. Ђорђе Лебовић је оснивач и први председник Удружења драмских писаца Србије. Један је од оснивача Београдског круга. Године 1981. одлази у инвалидску пензију.
Године 1992, због разбуктавања национализма и рата, са породицом напустио Београд и преселио се у Израел, одакле се вратио 2000. године и до смрти писао свој роман Semper idem.
Поред позоришних, радио и телевизијских драма, радио је сценарије неких од најпознатијих филмова са простора бивше Југославије, као што су ”Мост”, „Валтер брани Сарајево“ и „Партизанска ескадрила“ Хајрудина Шибе Крвавца. У својим драмама, евоцирајући успомене из детињства, Лебовић је покушавао доћи до одговора на питања везана за најдубље и најзаумније процесе који у људима покрећу жеђ за деструкцијом у условима створеним ратом.
Са загребачким цртачем Јулиом Радиловићем - Јулесом урадио је десет епизода стрипског серијала Партизани (1977—1989), који је био стрипски хит у Холандији и Југославији седамдесетих и осамдесетих година.
Ђорђе Лебовић је био члан Европског комитета „Аушвиц“ као и носилац ордена пољске владе за допринос идејама мира. Добитник је и више награда у области радио-драмског стваралаштва.
Умро је у Београду 22. септембра 2004. године.

## Драме и радио-драме
- Небески одред (са Александром Обреновићем, награда на Стеријином позорју)
- Свјетлост и сенке
- Сахрана обично почиње поподне
- Шарлатан (са Ј. Лешићем)
- Три гротеске
- Халелуја
- Викторија
- Усамљена гомила
- Пали анђели
- Лутка са кревета бр. 21
- Долња земља (по роману „Милан Неранџић“ Јакова Игњатовића)
- Раванград 1900 (по приповетки Вељка Петровића)
- Сентандрејска рапсодија (по мотивима дела Јакова Игњатовића)
- Војник и лутка
- Десет постотака до лудила (рукопис)
- Кактуси и руже

## Роман
Из заоставштине Ђорђа Лебовића објављен је 2005. године роман Semper idem („Народна књига“), а затим у још два издања (БИГЗ, 2007; „Лагуна“, 2016). Magnum opus Ђорђа Лебовића, по јединственој оцени критике, представља управо ово његово тестаментарно дело, роман-хроника о детињству у Краљевини Југославији уочи Другог светског рата, која је и због особеног пишчевог стила и оригиналног поступка, као и због теме и њене књижевне транспозиције, препозната као канонско дело савремене српске књижевности. Испричан из перспективе дечака који посматра приближавање „Великог Суноврата“ – ширења нацизма у својој околини колико и у Европи – писац је у виду имао паралелу између ондашњег лудила и рата који је у Југославији букнуо 90-их година прошлог века. У Другом светском рату је изгубио четрдесет чланова своје породице а сам, као четрнаестогодишњак, прошао пакао Аушвица. „Књиге не би било да се опет нисам нашао у вртлогу великог Зла које сам добро упознао педесет година раније“, признаће писац у једном разговору пред крај живота.

## Новеле и приче
У периодици 50-их до 80-их година прошлог века остале су расуте бројне Лебовићеве новеле и приче, углавном са темама из логорског искуства – „Зли умиру вертикално“, „Ако лажем, обесите ме, молићу лепо“, „Анђели неће сићи са небеса“, „Без наслова (непослато писмо пријатељима)“, „Девет водоравних црта“, „Како је Греко зарадио хлеб“, „Сахрана обично почиње поподне“, „Важан есек“, „Живети је понекад високо“ и др.
Необјављена је његова недовршена књига о Холокаусту Трагање по пепелу.
„Анђели неће сићи са небеса“ је збирка од девет прича из пишчеве заоставштине која је први пут објављена 2021. године у  издању издавачке куће Лагуна из Београда.

## Награде
- Стеријина награда за текст савремене драме, за драму Небески одред, 1957.
- Стеријина награда за текст савремене драме, за драму Халелуја, 1965.
- Специјално признање XIII ЈПИ (Ванредна Стеријина награда), за драму Викторија, 1968.